# Haematopota athlyna
Haematopota athlyna är en tvåvingeart som beskrevs av Candice M. Goodwin 1981. Haematopota athlyna ingår i släktet Haematopota och familjen bromsar.
Artens utbredningsområde är Mali. Inga underarter finns listade i Catalogue of Life.